# 梳毛工起义

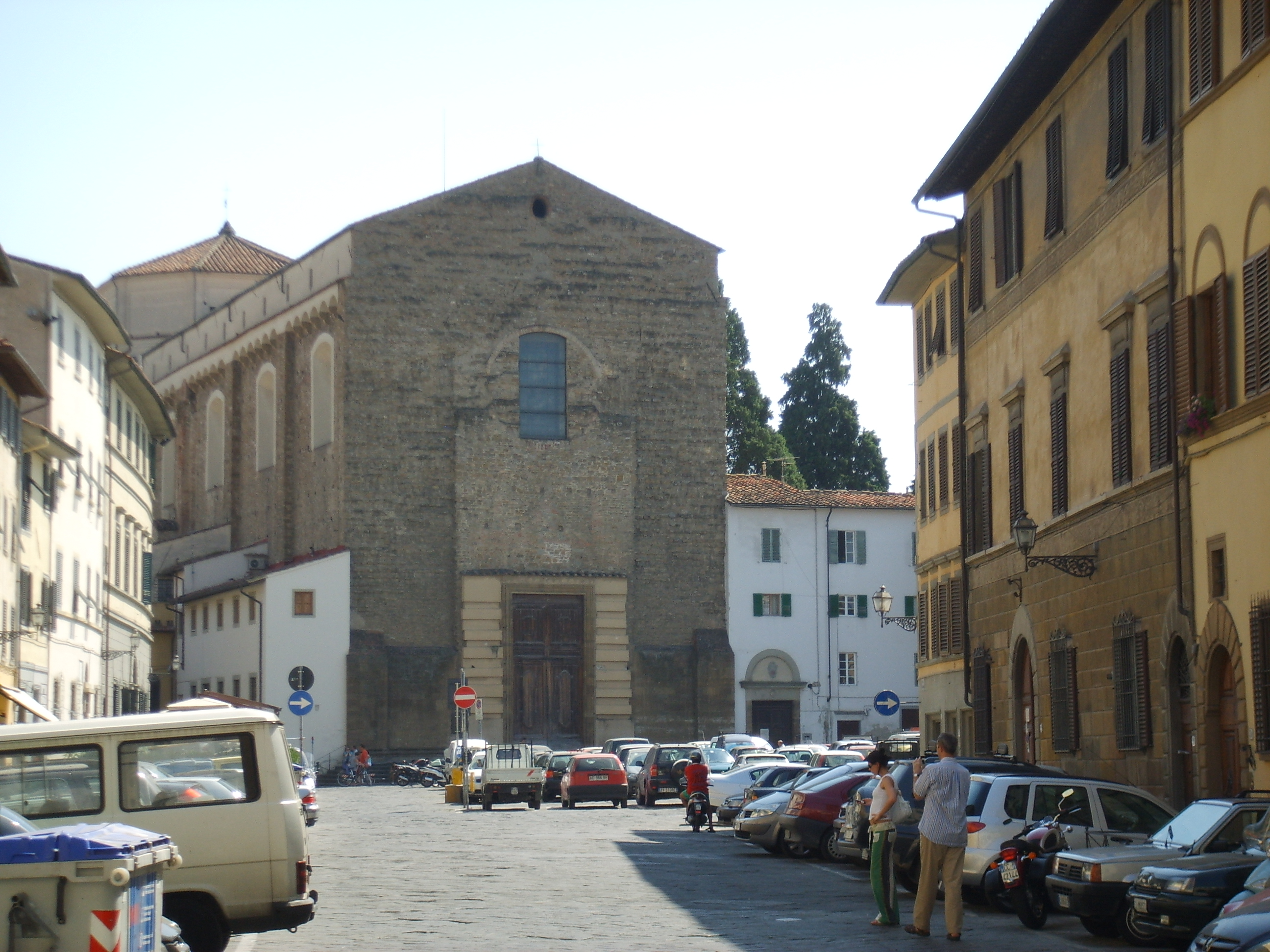
梳毛工起义时的小镇

梳毛工起义（義大利語：Tumulto dei Ciompi）是1378年在佛罗伦萨共和国爆发的一场以梳毛工（Ciompi）为主力的下层人（popolo minuto）起义。:201 这些下层人作为人没有市民权，作为职业群体没有行会组织，除梳毛工外还有其它一些职业群体如卖菜人或者卖碗、罐的人也属于这个下层阶层。与他们相对的是佛罗伦萨的布商和布厂主，他们是佛罗伦萨财富的来源，他们组织在一个自己的行会中，属于佛罗伦萨的权势阶层。这两个阶层之间时常发生冲突。
梳毛工起义是这个下层阶层赢得的一次短时间的胜利，它对上层阶层成员的冲击非常大；从长远观点来看这次起义导致了美第奇家族得以长时间地成为佛罗伦萨的秩序稳定势力；这次起义在短时间里在佛罗伦萨造成了前所未有的民主统治；但是很快市内的大小行会就联合到一起，通过由萨尔韦斯特罗·德·美第奇领导的反对运动市内的保守势力很快就推翻了这个民主统治，重建了旧秩序。
这场起义的导火线是高层阶层内部的一场派别斗争。其受害者则是下层阶层；7月下层阶层决定自己来料理这件事，他们向市政府情愿，要求公正的税收制度以及组织自己的行会的权利；7月22日他们使用暴力占领了市政府，推举了一名梳毛工米凯莱·兰波为正义旗手，并在舊宮上升他们自己的旗帜。
暴动者还获得了无权的小行会中激进分子的支持。他们将组织行会的权利扩展到下层阶层，这样第一次在欧洲所有社会阶层短时间里获得了参加政府的权利。
但是仅仅在数周内下层阶层就对他们自己的政府感到失望，因为这个政府无法满足他们乌托邦式的要求，而下层阶层与小行会之间的矛盾也越来越明显；8月31日大小行会的联合势力毫不费力地驱散了一群聚集在市政广场的梳毛工。整个起义由此告终，刚刚组织的梳毛工的行会被解散，在四年内大行会的统治被恢复。
尼可罗·马基亚维利在他的《佛罗伦萨历史》中在叙述了起义经过后还加上了一系列虚构的对话。对话者从国家利益出发来陈述他们自己的观点。
在鼠疫流行（1347年至1353年）后的14世纪后半叶里欧洲曾爆发过多次试图改善下层阶层状况的起义，其中包括1358年在法国发生的扎克雷暴动和1378年在英国爆发的起义；教会和贵族将这些起义全部称为是违反上帝的意愿。